# Petrochelidon rufocollaris
Petrochelidon rufocollaris е вид птица от семейство Лястовицови (Hirundinidae).

## Разпространение
Видът е разпространен в Еквадор и Перу.